# Eric Barber
Eric Barber (Dublino, 18 gennaio 1942 – Boston, 20 agosto 2014) è stato un allenatore di calcio e calciatore irlandese.
Barber è il miglior marcatore del Shelbourne nella massima divisione irlandese con 126 reti. Inoltre è il nono marcatore assoluto del campionato irlandese con 141 reti in 247 partite.

## Carriera

### Club
Inizia nel St Finbarr's
, diventa giocatore dello Shelbourne dal 1958, Barber vinse con il suo club la A Division 1961-1962 e due coppe d'Irlanda. Con lo Shelbourne gioca anche entrambi gli incontri del primo turno della Coppa dei Campioni 1962-1963, perso contro i portoghesi dello Sporting Lisbona.
Nel marzo del 1966 viene ingaggiato dal Birmingham City, squadra militante nella cadetteria inglese. Viene ingaggiato nel 1967 dai Chicago Spurs, società militante in NPSL I. Con gli Spurs ottenne il terzo posto nella Western Division. La stagione seguente Barber, a seguito del trasferimento degli Spurs a Kansas City, gioca nei Kansas City Spurs con cui giunge alle semifinali della neonata NASL. L'anno dopo a seguito delle difficoltà finanziarie del club americano ritorna ancora in Europa.
Dopo ancora una stagione chiusa al secondo posto ai Rovers, Barber si trasferisce in Austria per giocare nel Wiener SC, società con cui ottiene il nono posto della Nationalliga 1970-1971. Nel 1971 decide di tornare in patria e ritorna allo Shelbourne che lo acquista per 1000£.
Con gli Shels gioca fino al 1975. Dopo aver ricoperto la carica di assistente dell'allenatore, nella stagione 1979-1980 diventa allenatore-giocatore degli Shels, chiudendo il torneo al sedicesimo ed ultimo posto.
Dopo l'esperienza al Shelbourne diventa allenatore dell'Hammond Lane nella Leinster Senior League. Dopo una breve esperienza come allenatore in Arabia Saudita, Barber si trasferisce a Boston, negli Stati Uniti d'America, dove muore nell'agosto 2014.

### Nazionale
Ha giocato due incontri con la nazionale dell'Irlanda.

#### Cronologia presenze e reti in Nazionale
| Cronologia completa delle presenze e delle reti in nazionale ― Irlanda | Cronologia completa delle presenze e delle reti in nazionale ― Irlanda | Cronologia completa delle presenze e delle reti in nazionale ― Irlanda | Cronologia completa delle presenze e delle reti in nazionale ― Irlanda | Cronologia completa delle presenze e delle reti in nazionale ― Irlanda | Cronologia completa delle presenze e delle reti in nazionale ― Irlanda | Cronologia completa delle presenze e delle reti in nazionale ― Irlanda | Cronologia completa delle presenze e delle reti in nazionale ― Irlanda |
| Data                                                                   | Città                                                                  | In casa                                                                | Risultato                                                              | Ospiti                                                                 | Competizione                                                           | Reti                                                                   | Note                                                                   |
| ---------------------------------------------------------------------- | ---------------------------------------------------------------------- | ---------------------------------------------------------------------- | ---------------------------------------------------------------------- | ---------------------------------------------------------------------- | ---------------------------------------------------------------------- | ---------------------------------------------------------------------- | ---------------------------------------------------------------------- |
| 27-10-1965                                                             | Siviglia                                                               | Spagna                                                                 | 4 – 1                                                                  | Irlanda                                                                | Qual. mondiali 1966                                                    | -                                                                      |                                                                        |
| 25-5-1966                                                              | Ougrée                                                                 | Belgio                                                                 | 2 – 3                                                                  | Irlanda                                                                | Amichevole                                                             | -                                                                      |                                                                        |
| Totale                                                                 |                                                                        | Presenze                                                               | 2                                                                      |                                                                        | Reti                                                                   | 0                                                                      |                                                                        |

## Palmarès
- Campionato irlandese: 1

Shelbourne: 1961-1962
- FAI Cup: 2

Shelbourne: 1960-1961, 1962-1963